# Johan Willem Römer
Johan Willem Römer (Utrecht, 22 juli 1816 - Zeist, 8 juni 1899) was een Nederlands jurist en procureur-generaal bij de Hoge Raad der Nederlanden.

## Familie
Römer was een lid van de patriciaatsfamilie Römer en een zoon van auditeur-militair en watergraaf mr. Johan Willem Everard Romer (1786-1855) en Johanna Maria Lambertina Kien (1786-1858). Hij trouwde in 1854 met Adriana Johanna Maria Catharina Jacoba van Hasselt (1821-1883), lid van de patricaatsfamilie Van Hasselt, uit welk huwelijk drie kinderen werden geboren.

## Loopbaan
Römer studeerde aan de Universiteit Utrecht tussen 1833 en 1840. Hij promoveerde op 18 april 1839 in de letteren op Francisci Hemsterhusii De Natura divina en op 13 februari 1840 in de rechten op Romani de Defensoribus plebis seu civitatium. Hij was secretaris van het waterschap Heycop en in 1857 officier van justitie te Utrecht. Per 19 juli 1857 werd hij benoemd tot advocaat-generaal bij de Hoge Raad, per 27 februari 1877 werd hij daar procureur-generaal tot zijn ontslag per 16 augustus 1886 dat hem op eigen verzoek werd verleend.
Römer was commandeur in de Orde van de Nederlandse Leeuw.